# Qingming-Fest

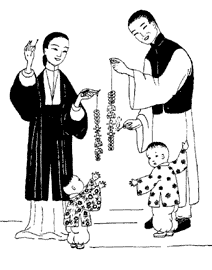
Qingming Darstellung einer Familie, die Papiergeschenke für die Vorfahren verbrennt (The Joy of Chinese Cooking ca. 1950).

Das chinesische Qingming-Fest (chinesisch 清明節 / 清明节, Pinyin qīngmíngjié, von 清明,  qīngmíng – „hell und klar“) am 4. oder 5. April, selten auch am 6. April, ist das chinesische Totengedenkfest. Das chinesische Totenfest fällt auf den 106. Tag nach der Wintersonnenwende (s. den chinesischen Sonnenkalender (Bauernkalender)), bzw. 15 Tage nach Frühlings-Tagundnachtgleiche (春分,  chūnfēn – „Mittfrühling“).
Man fegt die Gräber, legt Nahrungsmittel, Blumen und Gegenstände, die den Verstorbenen zu ihren Lebzeiten gefielen, vor die Gräber, zündet Weihrauchstäbchen an und verbrennt Totengeld. Im Süden, im kantonesischsprachigen Teil Chinas, kann man zu dieser Zeit auf den Straßen viele Händler sehen, die neben Papiergeld auch Autos, Anzüge und Schuhe aus Papier anbieten, die zu diesem Zweck verbrannt werden. Die verbrannten Dinge sollen den Vorfahren zur Verfügung stehen und sie freundlich gegenüber ihren Nachfahren stimmen, deren Geschicke sie leiten. An diesem Tag essen viele Chinesen nur kalte Speisen.
Um die Zeit des Qingming-Festes steigen die Temperaturen und es regnet häufiger, was für die Aussaat günstig ist.
Der 5. April hat in Chinas neuerer Geschichte eine wichtige Rolle gespielt. So nutzte die 5.-April-Bewegung während der Kulturrevolution den Tag, um mit offener Trauer über den Tod des langjährigen Premierministers Zhou Enlai die Viererbande zu kritisieren. Seit 2008 ist das Fest ein offizieller Feiertag in der Volksrepublik China. Auf diese Weise knüpft der sozialistische Staat an die Tradition an. In der Republik China (Taiwan) ist der Tag ebenfalls ein Feiertag, der oft mit dem Todestag des langjährigen Staatsoberhaupts Chiang Kai-shek (5. April 1975) zusammenfällt.